# 金昌国 (法曹)
金 昌国（キム・チャングク、1940年10月23日 - 2016年4月6日）は、韓国の法曹。1966年、検事。1981年、弁護士。2001年11月25日 - 2004年12月23日まで大韓民国国家人権委員会委員長。2006年7月13日より4年間存続した親日反民族行為者財産調査委員会の委員長を務めた。